# オザン・トゥファン
オザン・トゥファン（Ozan Tufan, 1995年3月23日 - ）は、トルコ・ブルサ県オルハネリ出身のサッカー選手。トラブゾンスポル・クラブ所属。トルコ代表。ポジションはMF。

## 経歴

### クラブ
1995年にブルサ県で生まれ、2005年に地元クラブであるブルサスポルの下部組織へ入団。2013年5月19日のゲンチレルビルリイSK戦でトップチームデビューを果たし、2014年12月7日のカスムパシャSK戦で初得点を記録。
2015年にフェネルバフチェSKへ移籍した。
2021年8月19日、ワトフォードFCに買取オプション付きのレンタル移籍で加入することが発表された。2022年2月2日、ワトフォードFCとフェネルバフチェSK両クラブの合意でレンタル契約の早期解消に至ったことが発表された。
2022年7月1日、ハル・シティAFCと3年契約を結び完全移籍。
2024年6月27日、トラブゾンスポル・クラブに移籍した。

### 代表
2014年5月25日にダブリンで行われたアイルランド戦でトルコ代表デビュー。2014年9月3日のデンマークとの親善試合で代表初得点を挙げた。

## エピソード
- EURO2016のクロアチア戦で、味方がボールをクリアした直後に自身の髪型を整えていたが、その直後にクリアボールをルカ・モドリッチがボレーで蹴り込み得点を挙げたため、トルコのテレビ局で集中力を欠いていると批難された[6]。